# Нахимов, Александр Павлович
Александр Павлович Нахимов (род. 28 сентября 1968, Кременчуг, Полтавская область, УССР, СССР) — российский военный, учёный, начальник Воронежского института МВД России, генерал-майор полиции, кандидат философских наук.

## Биография
Родился 28 сентября 1968 года в городе Кременчуге Полтавской области Украинской ССР.
В 1989 году окончил Свердловское высшее военно-политическое танко-артиллерийское училище, в 1995 году — Уральский государственный университет. До 1999 года проходил службу в Вооруженных силах, далее — в органах внутренних дел.
В 1996 году защитил диссертацию на соискание учёной степени кандидата философских наук по теме «Политическая культура офицеров современной российской армии».
Работал заместителем начальника Уральского юридического института МВД России, где отвечал за работу с личным составом.
Указом Президента Российской Федерации № 755 от 5 декабря 2014 года назначен начальником Воронежского института МВД России.
6 марта 2022 года после вторжения России на Украину подписал письмо в поддержу действий президента Владимира Путина.